# Krásno nad Bečvou (zámek)
Zámek Krásno nad Bečvou (známý spíše jako zámek Kinských) leží ve stejnojmenné části města Valašského Meziříčí v okrese Vsetín. Budova se nachází v majetku Zlínského kraje a je využívána jako jedno z pracovišť Muzea regionu Valašsko. Od 3. května 1958 je zámek chráněn jako kulturní památka pod č. 27698/8-324.

## Historie
Na místě současného zámku stály selské grunty, které v 70. letech 17. století odkoupila vrchnost a v průběhu 18. století je nahradila objektem dřevěné správní budovy, jež sloužila potřebám úředníků rožnovsko-krásenského panství. Za Ludvíka Antonína hraběte ze Žerotína (1723–1808) byla roubená stavba přeměněna ve zděnou patrovou budovu s mansardovou střechou, dokončenou mezi roky 1802–1803. Po smrti Ludvíka Antonína připadlo rožnovsko-krásenské panství jeho dceři Marii Josefě ze Žerotína (1771–1857), provdané lankraběnce z Fürstenberka, která statek v roce 1815 odprodala za 850 000 zlatých Františkovi de Paula Josefovi hraběti Kinskému (1784–1823), synovi Františka Oldřicha Kinského. Kinský však zesnul už o osm let později a jeho majetky přešly na pětici osiřelých dětí, z nichž se nakonec jediným držitelem rožnovsko-krásenského panství stal Eugen hrabě Kinský (1818–1885).

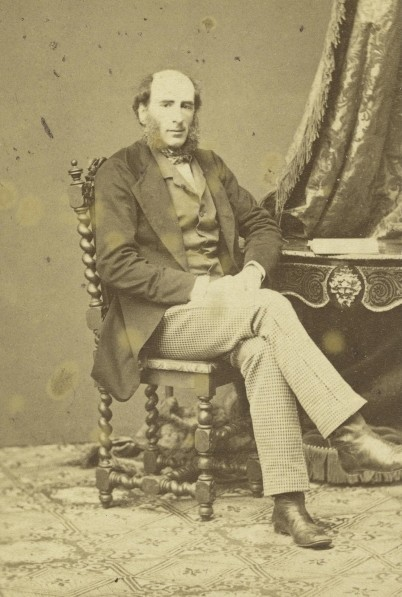
Eugen hrabě Kinský z Vchynic a Tetova (1818–1885)

Patrně už ve 30. letech 19. století sloužila někdejší žerotínská úřední budova v Krásně nad Bečvou pro občasné pobyty členů rodiny Kinských. K rozsáhlým stavebním úpravám však přistoupil až Eugen, který v roce 1854 prodal starý zámek Žerotínů ve Valašském Meziříčí státu a za svou rezidenci si definitivně zvolil Krásno nad Bečvou. K dosavadnímu objektu nechal z jihu přistavět nevelkou přízemní přístavbu pro služebnictvo a snad také položil základy anglického parku, zaujímajícího prostor západně od zámku. Ve zvelebování sídla pokračoval rovněž jeho syn Rudolf hrabě Kinský (1854–1921), jenž dal při severní straně zámku zřídit patrový přístavek s průjezdem a prosklenou zimní zahradou, vstupní i zahradní průčelí stavby obohatil o litinové balkony a v parku si nechal postavit tenisové kurty či kuželnu. V místnostech, zdobených štukovou výzdobou nebo hedvábnými tapetami, nechybělo elektrické osvětlení, teplovodní vytápění, domovní telefon a od roku 1908 byl zámek připojen na vlastní vodovod.
I přesto, že se Rudolfovi Kinskému podařilo v rámci Krásna nad Bečvou dosáhnout výrazných společenských met (od roku 1880 byl čestným občanem a v letech 1880–1893 zastával také post starosty města), musel krásenský zámek v roce 1913 kvůli finančním obtížím vložit do dražby. Dle dražebního protokolu bylo v patře zámku celkem 13 pokojů včetně tanečního sálu, tři koupelny, dva záchody a šatna. Zámek tehdy vydražil Ladislav hrabě Seilern-Aspang (1886–1976), jenž svolil, aby byl v zámku během první světové války zřízen vojenský lazaret. Po první světové válce hrozilo, že zámek bude Seilernům v rámci první pozemkové reformy odebrán, ale na základě rozhodnutí z března 1926 zůstal v rukách rodiny, která ho využívala jako letní sídlo. Mezi 25. a 26. červnem 1924 byl na zámku ubytován československý prezident Tomáš Garrigue Masaryk, jenž zde přespal během své cesty po východní a jihovýchodní Moravě.
Roku 1943 prodal Ladislav Seilern zámek i park městu Valašskému Meziříčí. Po druhé světové válce byl objekt využíván různě, místnosti sloužily jak školským institucím, tak jako byty či kanceláře okresního archivu. Počátkem 50. let 20. století se stal zámek sídlem městského muzea.

### Muzeum

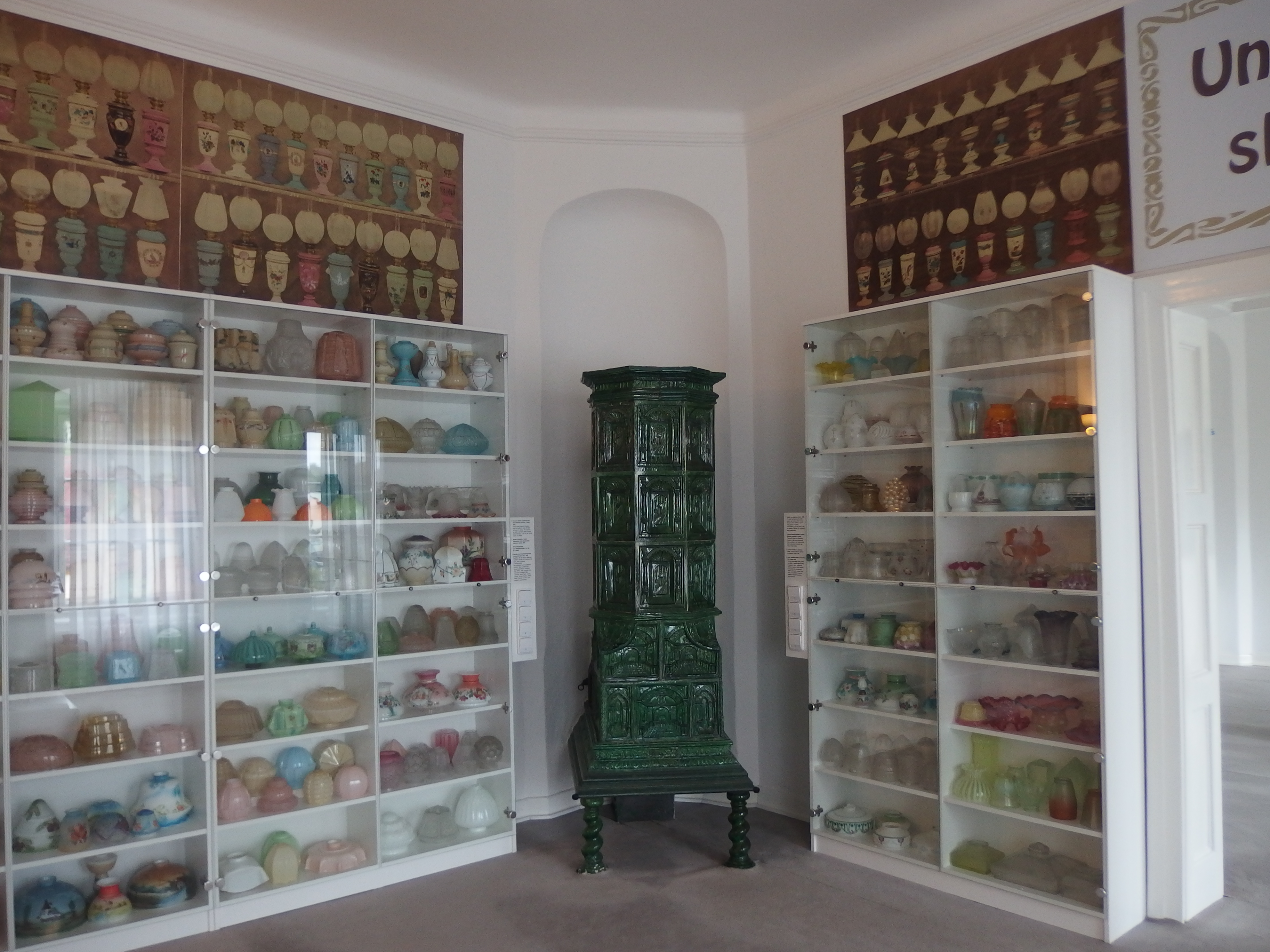
Stálá expozice skla a gobelínů, zrušená roku 2020

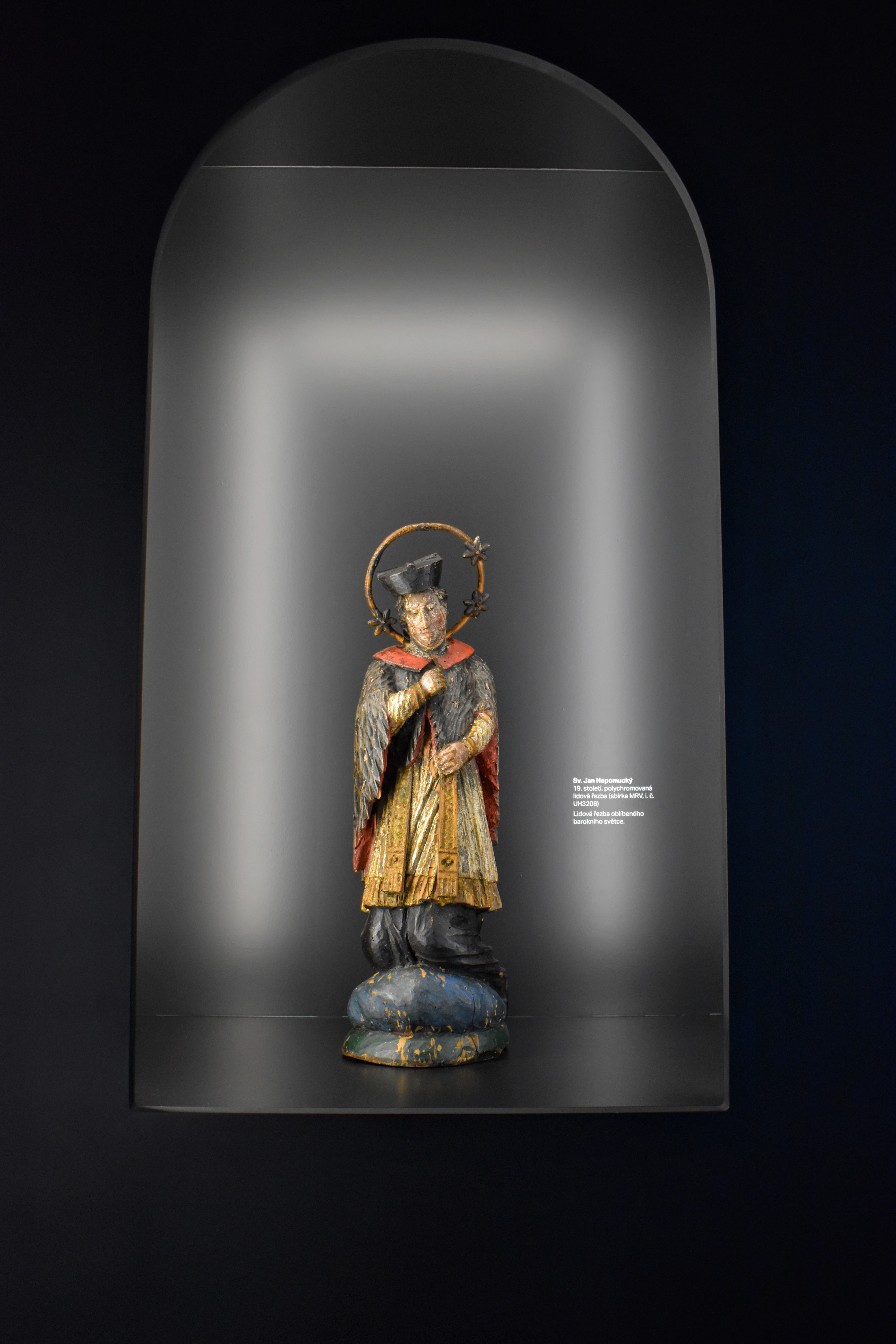
Socha sv. Jana Nepomuckého v nové muzejní expozici

První výstava v nových muzejních prostorách proběhla už v roce 1951. Následujícího roku převzal muzeum Okresní národní výbor ve Vsetíně a roku 1960 byl zámek i s muzejními sbírkami předán do správy Okresního muzea ve Vsetíně. Vzhledem k dlouhodobě zanedbávané údržbě zámeckého objektu docházelo k postupnému zhoršování jeho technického stavu a tak muselo být v roce 1974 přikročeno k nákladné rekonstrukci, která byla dokončena až roku 1988. Během ní byla opravena mansardová střecha, v níž vzniklo nové podstřešní patro s muzejními pracovnami, což se na vnějším vzhledu budovy podepsalo zřízením střešních vikýřů, směřujících směrem do parku. Další prostory byly upraveny na výstavní sály a depozitáře. Odstraněny byly také litinové balkony a zámek získal růžovou omítku. Po roce 1989 prošlo muzeum několika reorganizačními procesy, až se posléze stalo jedním z pracovišť Muzea regionu Valašsko se sídlem ve Vsetíně.
Stálá expozice se soustředila na prezentaci skla a gobelínů, pocházejících z místních manufaktur. V přízemí fungovala expozice muzejní kavárničky Antonína Duřpeka a od roku 2010 byla část prostor v patře prezentována jako zámecká expozice s ukázkou bydlení a životního stylu šlechty z přelomu 19. a 20. století. Roku 2019 byla zahájena rozsáhlá rekonstrukce, během které došlo ke zrušení dosavadních expozic, zámek získal novou střešní krytinu a omítky. Obnova zámeckého objektu si celkem vyžádala 120 milionů korun a oficiálně byla dokončena 11. března 2022, kdy byl zámek znovuotevřen pro veřejnost.

## Architektura

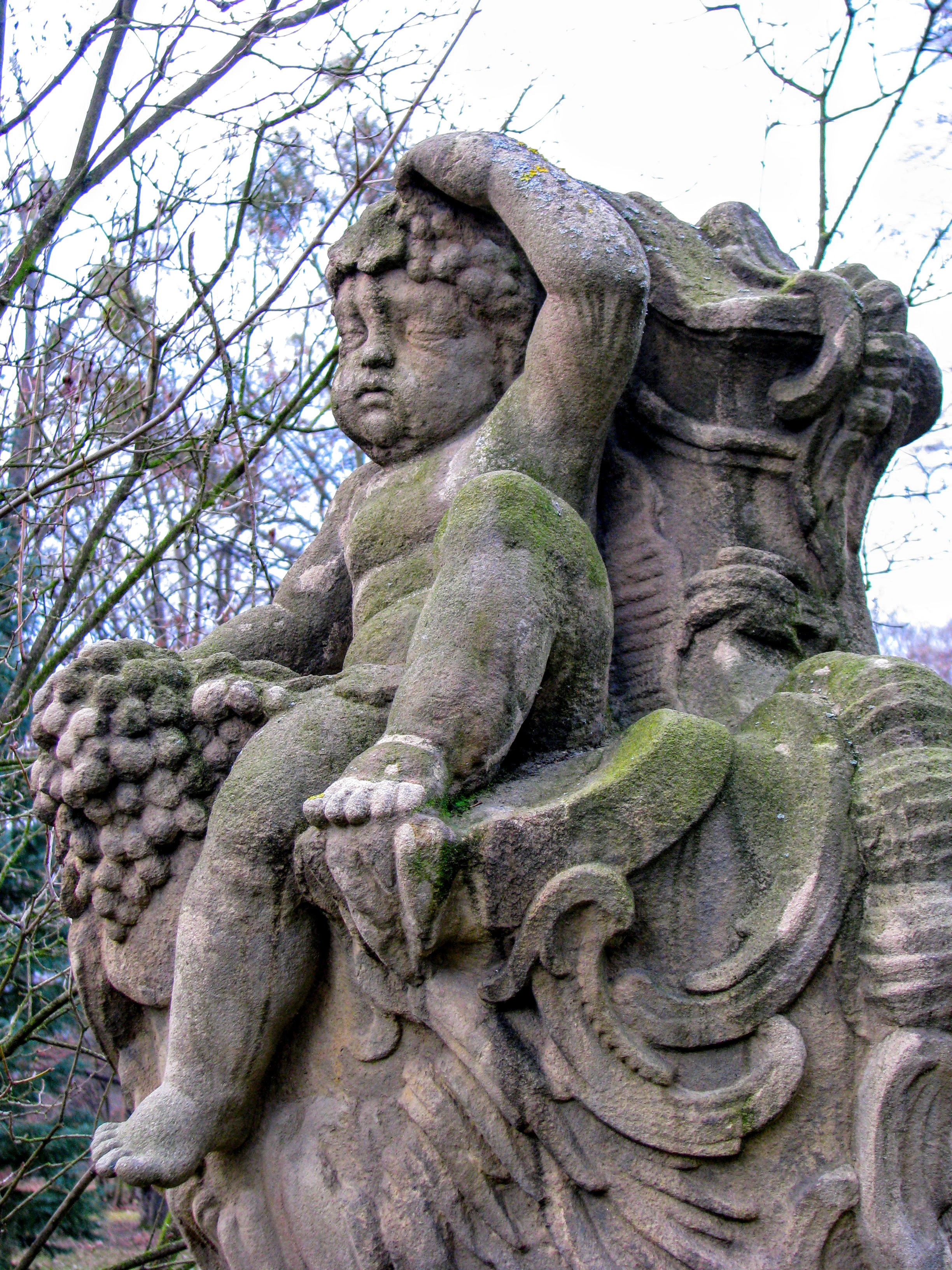
Socha putta s dekorativní vázou v zámeckém parku

Jednopatrová klasicistní budova s mansardovou střechou, založená na principu přísné osové souměrnosti. Vstupní průčelí, přivrácené směrem do Zámecké ulice, je uprostřed rozděleno tříosým rizalitem s tympanonem, v jehož středu je umístěn pískovcový erb Kinských. Fasádu rizalitu zdobí bosáž. K severní i jižní straně jsou připojeny dva přístavky. Západně od zámku se rozkládá anglický park s tzv. Jurkovičovým altánem, kašnou, novodobým letním kinem a barokní sochou putta, pocházející zřejmě ze zaniklé francouzské zahrady, která stála při zámku Žerotínů ve Valašském Meziříčí.